# Unlân fan Jelsma en Kobbelân
Het Unlân fan Jelsma en Kobbelân zijn natuurgebieden bij Goëngahuizen in Het Lage Midden van Friesland.
De beide gebieden zijn samen ongeveer 20 hectare groot en worden sinds 1957 beheerd door It Fryske Gea. Ze maken deel uit van de ecologische hoofdstructuur van Nederland. Het zijn overblijfselen van blauwgraslanden te midden van het cultuurlandschap met raaigras. 
Het terrein heeft een klei-op-veenbodem en ligt in een winterpolder. Voorheen was het een boezemland in een verveend landschap. Door het gebied loopt een tochtsloot met een hoger streefpeil (1,00 m beneden NAP) dan de omgeving. Na ruilverkavelingen bleven een paar stukken van blauwgraslanden over, waaronder het Unlân van Jelsma. Hier zijn ook petgaten die grotendeels verland zijn. Er groeien veel zeggesoarten en grassen als buntgras, reukgras, tandjesgras en borstelgras, aan de zijkanten groeit veenreukgras. Later in het jaar bloeit Spaanse ruiter, met blauwe knoop en klokjesgentiaan.
Het Kobbelan ziet het er iets anders uit: het veen is dieper en de petgaten lopen dan ook een dieper en bevat daardoor meer water. Er zijn stukken met wollegras, veldviooltje en wateraardbei. In het moeras groeien zwanebloem en een gele plomp.
In de ruige oeverbegroeiing broeden vogels als kuifeend, slobeend, fuut en kiekendief en ook het ree vindt toevlucht in het kreupelhout. De blauwgraslanden van het Unlân van Jelsma worden bedreigd door de grondwaterverlaging van het omringende cultuurland.
Aeltsjemar
· De Alde Feanen
· Bakkeveense Duinen
· Bancopolder
· Bekhofschaans
· Bjirmen
· Blauhúster Puollen
· Bocht fan Molkwar
· Botmar
· Bouwepet
· Buismans Einekoai
· Bûtenfjild
· Van Coehoornbosk
· Delleboersterheide
· Diakonieveen
· Dobbe Stienser Aldlân
· Dobben Hurdegarypsterwarren
· Dunegeaster- en Follegeasterpolder
· Dyksfearten
· Eanjumerkolken
· Easterskar
· Einekoai Piaam
· Einekoaien Lytse Geast
· De Fluezen
· Grikelân en Turkije
· Grutte Wielen
· Heide Hulstreed
· De Hon
· Huitebuersterbûtenpolder
· Joodse begraafplaats Tacozijl
· Joodse begraafplaats Noordwolde
· Kapellepôle
· Ketelermar
· Ketliker Skar
· Kobbelân
· Lendebos
· Lindevallei
· Liphústerheide
· Makkumersúdmar
· Makkumerwaarden
· Mandefjild
· Martenastate
· Meulebos
· Meulereed
· Mokkebank
· Mûntsebuorsterpolder
· Noard-Fryslân Bûtendyks
· 't Oerd
· Ottema Wiersma reservaat
· Park Huize Olterterp
· Park Jongemastate
· Peazemerlannen
· Petgatten De Feanhoop
· Polders Koarnwert
· Ringwiel
· Rysterbosk
· De Ryp
· Schaopedobbe
· Séfonsterpolder
· Sippen-finnen
· Skiedingsboskje
· Slachtedyk
· Steile Bank
· Stokersdobbe
· Sudermarpolder
· Syp Set
· Taconisbosk
· Tsjongerwâlen
· Teroelster Sipen
· Unlân fan Jelsma
· Van Asperen einekoaien
· Warkumermar
· Warkumerwaard
· 't West
· Wilhelmina-oard
· Ychtenerfeanpolder